# Liu Yun
Liu Yun (forenklet kinesisk: 刘赟; traditionel kinesisk: 劉贇; pinyin: Liú Yūn, født 6. marts 1982 i Hefei, Anhui) er en kvindelig kinesisk håndboldspiller som deltog under Sommer-OL 2004.
I 2004 kom hun på en ottendeplads med de kinesiske håndboldlandshold under Sommer-OL 2004. Hun spillede i alle syv kampe og scorede syv mål.